# Pleš (szczyt)
Pleš (569 m n.p.m.) – szczyt w Sulowskich Wierchach w Górach Strażowskich na Słowacji.
Pleš znajduje się we wschodniej części Sulowskich Wierchów zwanej Manínską vrchoviną i jest najdalej na północ wysuniętym wzniesieniem tego pasma. Jego północno-wschodni stok opada do doliny Wagu w miejscowości Predmier, północny do Hradnianki, południowo-zachodni do Jablonovskiego potoku w miejscowości Jablonové, w południowo-zachodnim kierunku przechodzi w wyższy szczyt Hradište. Jest całkowicie porośnięty lasem i nie prowadzą nim szlaki turystyczne. Na wschodnim zboczu znajduje się wieża z przekaźnikami telekomunikacyjnymi.